# Banibangou
Banibangou o Bani Bangou es una comuna rural de Níger perteneciente a la región de Tillabéri. En 2012 tenía una población de 66 949 habitantes, de los cuales 33 011 eran hombres y 33 938 eran mujeres. Desde la reforma territorial de 2011, la comuna forma por sí misma uno de los trece departamentos de la región; antes pertenecía al departamento de Ouallam.
El topónimo de la localidad viene a significar "buen estanque". Es una localidad agrícola y ganadera que se ubica en el límite entre la zona agropastoral del sur y la zona puramente ganadera del norte; aunque también hay personas dedicadas al comercio, la carretera a Niamey no es transitable en época de lluvias, lo que limita su desarrollo económico. La mayoría de los habitantes son zarmas, quienes conviven con minorías de fulanis, tuaregs y hausas.
Se ubica unos 200 km al norte de la capital nacional Niamey, sobre la carretera RN24 que lleva a Ménaka.